# Domkov

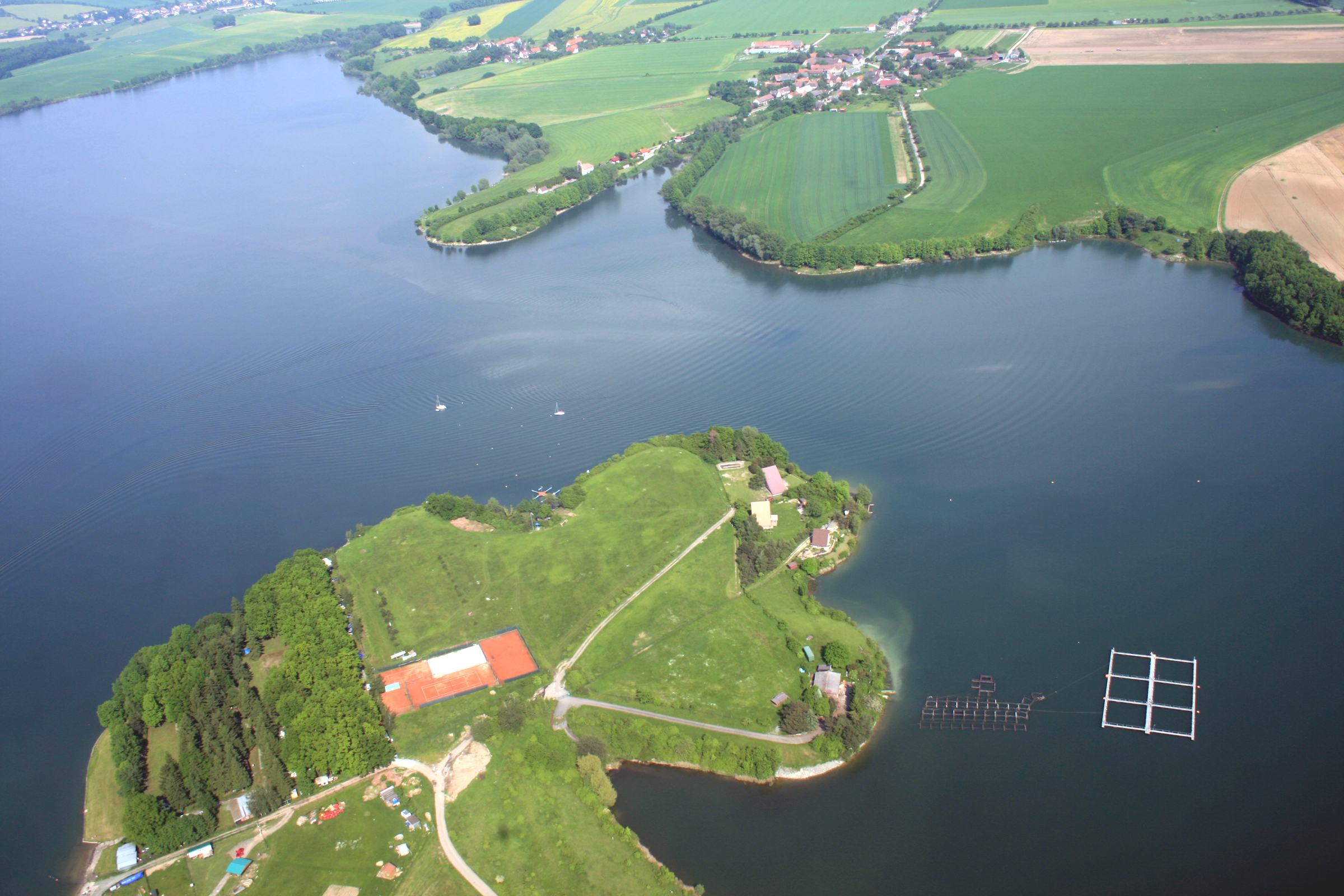
Stausee Rozkoš

Domkov (deutsch Domkau) ist ein Anfang der 1970er Jahre erloschener Ortsteil der Gemeinde Provodov-Šonov im Okres Náchod in Tschechien. Das Gebiet liegt etwa acht Kilometer südwestlich von Náchod und gehört geomorphologisch zur Novoměstská tabule (Neustädter Tafel).

## Geographie
Domkov erstreckte sich entlang des Šonovský potok. Nachbarorte waren Šeřeč und Kleny im Norden, Provodov im Nordosten, Šonov im Westen und Nahořany im Süden.

## Geschichte
Domkov wurde vermutlich in der ersten Hälfte des 13. Jahrhunderts gegründet. Im Ort befand sich eine Veste, die erstmals 1434 erwähnt wurde. Damals war sie im Besitz der Buchovský von Buchov (z Buchova), die 1458 bei der Krönung des böhmischen Königs Georg von Podiebrad anwesend waren. Deren bekanntester Vertreter war Zbyněk z Buchova, der 1494 eine Hälfte der benachbarten Herrschaft Veselice (Weselitz) erwarb. Er stand in Diensten des Münsterberger Herzogs und Grafen von Glatz, Heinrich d. Ä., dem auch die Herrschaft Nachod gehörte. Bereits ein Jahr später veräußerte Zbyněk z Buchova seinen Weselitzer Besitz sowie Domkov dem Nikolaus (Mikuláš) Trčka von Lípa, dem die Herrschaft Opočno gehörte. 1533 gelangte Domkov zusammen mit einem Drittel der Herrschaft Opočno an Jan d. J. Trčka von Lípa. Er verkaufte 1542 Domkov und Veselice dem Johann von Pernstein (Jan z Pernštejna), der 1534 die Herrschaft Neustadt an der Mettau geerbt hatte. Dadurch gelangte auch Domkov an die Herrschaft Neustadt, die 1548 an Wolfgang von Stubenberg verkauft wurde. Trotz weiterer Besitzerwechsel blieb Domkov bis zur Aufhebung der Patrimonialherrschaften mit der Herrschaft Neustadt verbunden. Pfarrort war ebenfalls Neustadt. 
Ab 1849 bildete Domkov mit Šeřeč eine Gemeinde im Gerichtsbezirk Neustadt an der Mettau. 1851 bestand Domkov aus 13 Häusern mit 67 Einwohnern. Ab 1868 gehörte die Gemeinde Šeřeč mit Domkov und Kleny zum Bezirk Neustadt an der Mettau. Nach der Aufhebung des Okres Nové Město nad Metují wurde Šeřeč mit seinen Ortsteilen 1948 dem Okres Náchod zugeordnet. 1950 bestand Domkov aus 21 Häusern mit 52 Einwohnern. Im Jahre 1961 wurde Domkov zusammen mit Šeřeč und Kleny nach Provodov eingemeindet.
Schon vor dem Ersten Weltkrieg bestanden Pläne, auf dem Katastergebiet von Domkov, auf dem sich bereits der Teich Rozkoš befand, einen Stausee zu errichten, dem das ganze Dorf Domkov sowie Teile von Šeřeč geopfert werden sollten. Zu einer Realisierung kam es erst in den Jahren 1960–1970 mit dem Bau des Stausees Rozkoš. Im Jahre 1961 bestand Domkov aus 42 Einwohnern.

## Trivia
Alois Jiráseks Novelle „Maryla“ beschreibt das Leben auf der Domkauer Veste zur Zeit Georgs von Podiebrad. Die dargestellte Hauptperson Zbyňek Buchovský Buchov führt einen Streit um einen Eichenwald mit Jan Rosvoda, dem Besitzer der benachbarten Veste Šonov.